# Calvariediptiek
De Calvariediptiek of Kruisiging is een tweeluik in olieverf van Rogier van der Weyden uit circa ca. 1460-1464. Het werk maakt sinds 1917 deel uit van de collectie van het Philadelphia Museum of Art.

## Voorstelling
Het tweeluik met de kruisiging in Philadelphia is nauw verwant aan de Calvarie van Scheut in de collectie van El Escorial in Spanje. Op de symmetrische Calvarie van Scheut bevindt de gekruisigde Christus zich tussen Maria en Johannes. Het lichaam van Christus is daar naar de apostel Johannes gewend en zijn hoofd naar Maria. Op het tweeluik in Philadelphia zijn Christus en de twee anderen verdeeld over twee afzonderlijke panelen, een destijds nieuwe configuratie. Dat de twee panelen als één compositie zijn gedacht, blijkt onder andere uit de slip van Maria's gewaad die op het rechterpaneel doorloopt. De schedel en het bot zijn de restanten van Adam die volgens een legende lag begraven op de plaats van de kruisiging.
Beide werken zijn vergelijkbaar met de gebeeldhouwde calvaries die destijds in veel kerken stonden opgesteld, maar hier worden ze dankzij de schilderkunst in de geest van de kijker tot leven gewekt. Zowel de schilder als de kijker volgt daarmee het voorbeeld van de kartuizer schrijver-monnik Ludolf van Saksen die de gelovige aanspoorde zich te verplaatsen in de voorstelling en het lijdensverhaal bijna fysiek mee te beleven. Realistische elementen, zoals het druipende vocht langs de stenen, de structuur van de grond en de plastische uitbeelding van de manier waarop Christus aan het kruis is genageld, helpen de kijker hierbij.
De zwartblauwe lucht en de gebarsten aarde geven aan dat het exacte moment van Christus' overlijden is uitgebeeld, toen de zon werd verduisterd (Marcus 15:33; Lucas 23:44) en de aarde beefde (Matteüs 27:51). De slippen van de in een windvlaag wapperende lendendoek zakken alweer naar beneden. De stilte van de dood treedt in. De Heilige Maagd bevindt zich in een schemertoestand tussen bezwijmen en zweven, terwijl de apostel Johannes haar probeert te ondersteunen. Zij vervult zo haar rol als mede-verlosser of co-redemptrix, wat nog verder wordt benadrukt doordat de lichamen van Christus en Maria min of meer gespiegeld naar elkaar zijn gekeerd. Ze zijn fysiek gescheiden, maar door de compositie verenigd. Doordat ze op twee panelen zijn afgebeeld, wordt de gelovige gedwongen zich op de rol van ieder afzonderlijk te bezinnen.

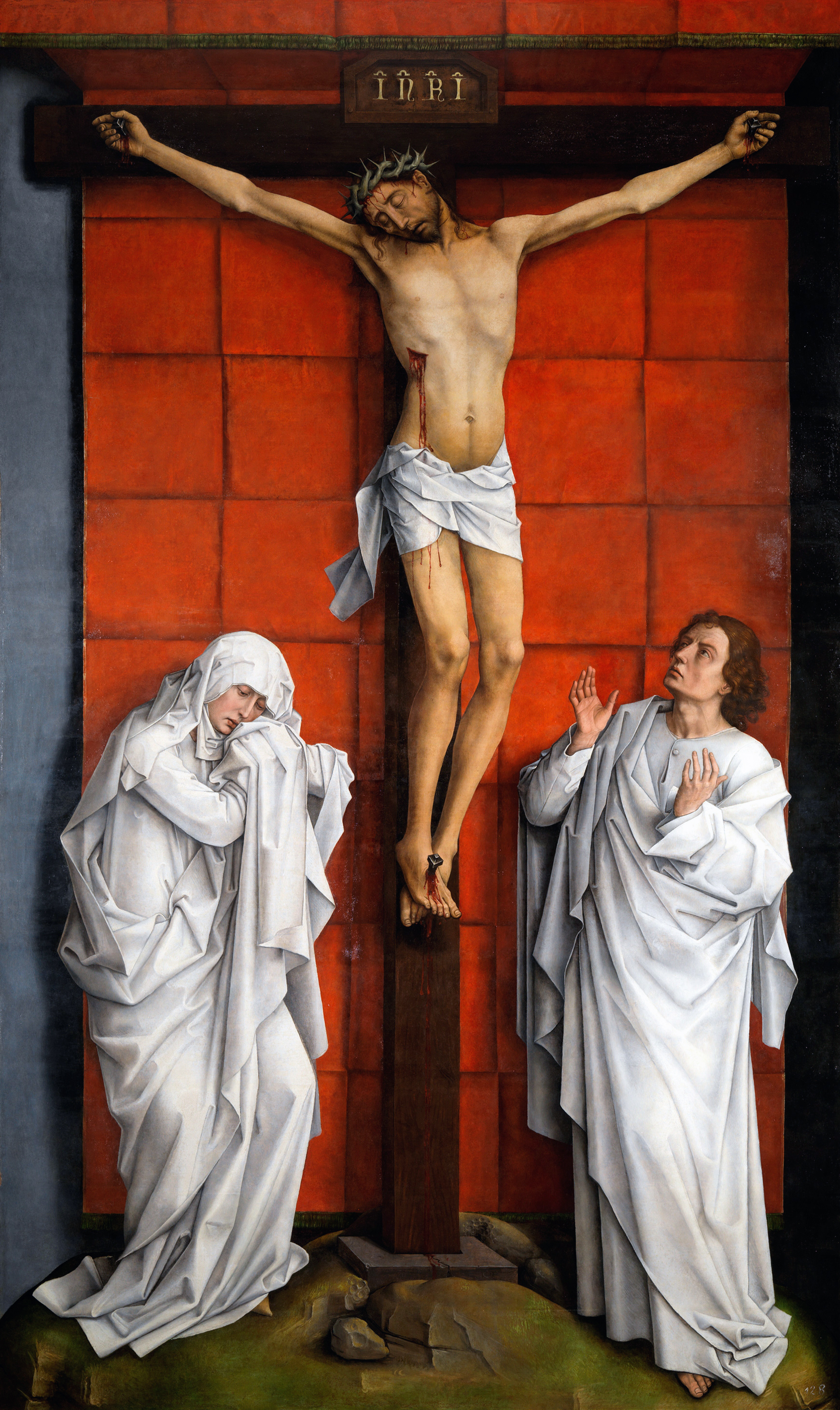
Calvarie van Scheut

## Datering en toeschrijving
Het werk wordt sinds de ontdekking ervan algemeen gezien als een laat werk van Rogier van der Weyden. Erwin Panofsky zag het als een prachtig voorbeeld van Rogiers ultima maniera, waarin de schilder de strengheid van diens Laatste Oordeel had ingeruild voor een zachtere toon en nieuwe variaties creëerde op oude motieven, zoals de Johannes van de Kruisafneming in het Prado en Christus' wapperende lendendoek van het Kruisigingstriptiek. Hoewel de voorstelling met de stenen muur en bloedrode doeken een ascetische indruk maakt, is de uitvoering van de figuren juist verfijnd en sierlijk met subtiele kleurharmonieën, als "een perfecte synthese van gotische soepelheid en Italiaans evenwicht". De vloeiende plooival herinnert aan de engel van de annunciatie van het Columba-altaarstuk.
Terwijl Panofsky de Calvarie van Scheut als een verdere versobering van het werk in Philadelphia zag, wijst de dendrochronologische datering van omstreeks 1464 erop dat de volgorde andersom was en dat het tweeluik een van Rogiers laatste werken was. Dit was ook de mening van Dirk De Vos die het prees als Rogiers laatste meesterwerk, waarin de figuren en hun verhaal zijn geabstraheerd tot de symbolen van een monumentaal devotiestuk. De originele compositie en de eenheid in stijl bewijzen volgens hem dat aan de eigenhandigheid niet kan worden getwijfeld.
Lorne Campbell daarentegen beschreef het werk als een typisch product van een navolger, die een zwakke imitatie vol anatomische onhandigheden had geproduceerd van de Calvarie van Scheut, gecombineerd met elementen uit de eerder genoemde oudere werken. Stephan Kemperdick noemde het een indrukwekkende compositie, maar sloot mede vanwege de late datering niet uit, dat het werk geheel of gedeeltelijk door ateliermedewerkers was uitgevoerd.

## Herkomst

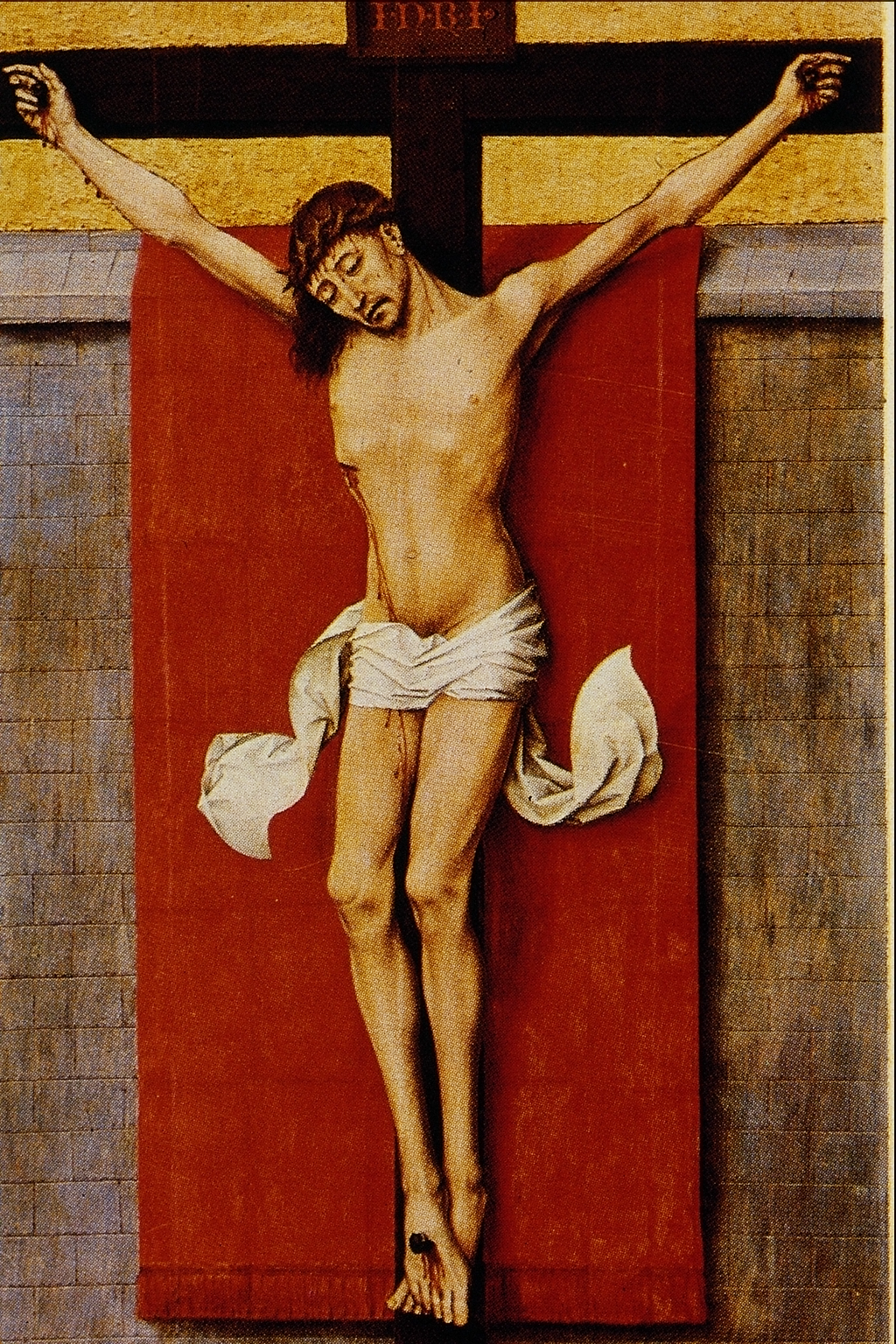
Het rechterpaneel na de restauratie van 1941 waarbij de gouden lucht werd toegevoegd

Het werk is waarschijnlijk altijd een tweeluik geweest en niet een fragment van een drieluik. De oorspronkelijke bestemming en functie zijn onbekend. Mogelijk waren de panelen oorspronkelijk twee luiken waarmee een gebeeldhouwd altaarstuk kon worden gesloten. De bleke, naar wit neigende kleuren van de gewaden van Maria en Johannes zijn een aanwijzing dat het werk, evenals de Calvarie van Scheut, bestemd was voor een kartuizerklooster – wit is de kleur van de pijen van de kartuizers. Een mogelijkheid is het klooster van Herne, waar Rogiers zoon was ingetreden, maar hiervoor bestaat geen bewijs. Als het niet door een Spaans klooster is besteld, kan het in de 16e eeuw naar Spanje zijn gebracht, bijvoorbeeld in opdracht van Filips II, zoals ook met de Kruisafneming uit Leuven en de Calvarie van Scheut is gebeurd.
Het werk werd verworven door de jurist en kunstverzamelaar John G. Johnson, die bij zijn overlijden in 1917 zijn collectie naliet aan de stad Philadelphia.
Het tweeluik is meerdere malen gerestaureerd. In 1941 werden wijzigingen aangebracht op grond van een verkeerde opvatting over de oorspronkelijke toestand. Omdat men dacht dat de donkere lucht boven de muur een overschildering was, werd hier ten onrechte bladgoud aangebracht, waardoor het werk een archaïscher karakter kreeg. Ook sommige realistische details, zoals het mos en het druipende vocht op de muren, werden beschouwd als latere toevoegingen en daarom weggehaald. Deze ingrepen zijn bij de restauratie in 1992-1993 zo veel mogelijk ongedaan gemaakt.